# Callosobruchus
Bruches
Genre
Callosobruchus est un genre de Coléoptères de la famille des Chrysomelidae et de la sous-famille des Bruchinae. Selon les sources, il comprend entre quatre et douze espèces appelées Bruches en français. Ce sont des ravageurs exclusivement de graines de légumineuses.

## Systématique
Le genre Callosobruchus a été initialement créé en 1902, en tant que sous-genre du genre Bruchus, par l'entomologiste français Maurice Pic (1866-1957),.

## Liste des espèces
Selon GBIF (14 novembre 2020) :
- Callosobruchus analis (Fabricius, 1781)
- Callosobruchus antennifer Singal & Pajni, 1990
- Callosobruchus chinensis (Linnaeus, 1758)
- Callosobruchus imitator Kingsolver
- Callosobruchus latealbus (Pic, 1926)
- Callosobruchus maculatus (Fabricius, 1775)
- Callosobruchus phaseoli (Gyllenhal, 1833)
- Callosobruchus pulcher Pic, 1922
- Callosobruchus rhodesianus (Pic, 1902)
- Callosobruchus stigmatica Suffrian, 1844
- Callosobruchus subinnotatus
- Callosobruchus theobromae (Linnaeus, 1767)

Selon EOL (14 novembre 2020) :
- Callosobruchus chinensis (Linnaeus 1758) (Southern Cowpea Weevil)
- Callosobruchus maculatus (Fabricius 1775) (Cowpea Weevil)
- Callosobruchus phaseoli (Gyllenhal 1833)
- Callosobruchus pulcher Pic 1922

Selon la base de données mondiale de l'OEPP :
- Callosobruchus ademptus
- Callosobruchus analis
- Callosobruchus chinensis
- Callosobruchus dolichosi
- Callosobruchus dorsalis
- Callosobruchus glaber
- Callosobruchus maculatus
- Callosobruchus ornatus
- Callosobruchus phaseoli
- Callosobruchus rhodesianus
- Callosobruchus subinnotatus

## Publication originale
- M. Pic, « Coléoptères présumés nouveaux de la Rhodésia », Revue d'entomologie, Caen, Société française d'entomologie, vol. 21,‎ 1902, p. 4-7 (OCLC 1624340, lire en ligne).